# Андреа Стелла (інженер)
Андреа Стелла (італ. Andrea Stella, нар. 22 лютого 1971, Орв'єто) — італійський інженер, керівник команди в McLaren Racing Limited. Раніше працював інженером з продуктивності та гоночним інженером у Scuderia Ferrari .

## Освіта
Здобув освіту в галузі аерокосмічної інженерії в університеті La Sapienza в Римі. У 2000 році отримав ступінь доктора філософії в галузі машинобудування з експериментальним дослідженням гідродинаміки полум'я.

## Кар'єра у Формулі-1

### Scuderia Ferrari
Андреа Стелла почав працювати у Ferrari з 2000 року спочатку інженером з продуктивності тестової команди, потім інженером з продуктивності відомих гонщиків: Міхаеля Шумахера (2002—2006), Кімі Райкконена (2007—2008). У 2009 році перейшов на посаду гоночного інженера до К. Райкконена (2009), а потім на аналогічну посаду до Фернандо Алонсо (2010—2014). У 2006 році він також працював інженером з Валентино Россі, коли мотоцикліст проходив тести з Ferrari.

### McLaren Racing
У 2015 році почав працювати у McLaren керівником відділу перегонів, з 2018 року — директором з питань продуктивності, а з 2019 року — директором з перегонів.. На посаді директору з перегонів він сформував тріумвірат з Джеймсом Кі (технічний директор) і Пірсом Тінном (директор з виробництва), усі під керівництвом керівника команди Андреаса Зайдла.
13 грудня 2022 року вийшло повідомлення, що він замінить А. Зайдля на посаді керівника команди McLaren.